# Morada dos Baís
A Morada dos Baís é um centro cultural brasileiro localizado na cidade de Campo Grande, no Mato Grosso do Sul. Anteriormente, o prédio foi conhecido como Pensão Pimentel. Está localizado na Av. Noroeste, número 5140, no Bairro Centro.

## História
Bernar, no bairro Franco Baís começa a construção do segundo sobrado do contexto urbano de Campo Grande, o primeiro edificado em alvenaria, com argamassa de saibro, cal e areia, coberto originalmente com telhas de ardósia (formato 40 x 40) vindas da Itália. 
O autor do projeto foi o engenheiro João Pandiá Calógeras, e a construção foi feita pelo Sr. Matias, imigrante italiano, acompanhada pelo próprio Bernardo Franco Baís. A obra, concluída em 1918, passou à residência da família até 1938. Em 1937, Lídia Baís pinta os painéis nas paredes do sobrado. A sala azul era o quarto de Lídia, intitulada Sala Mística. A sala rosa, Sala das Paixões. 

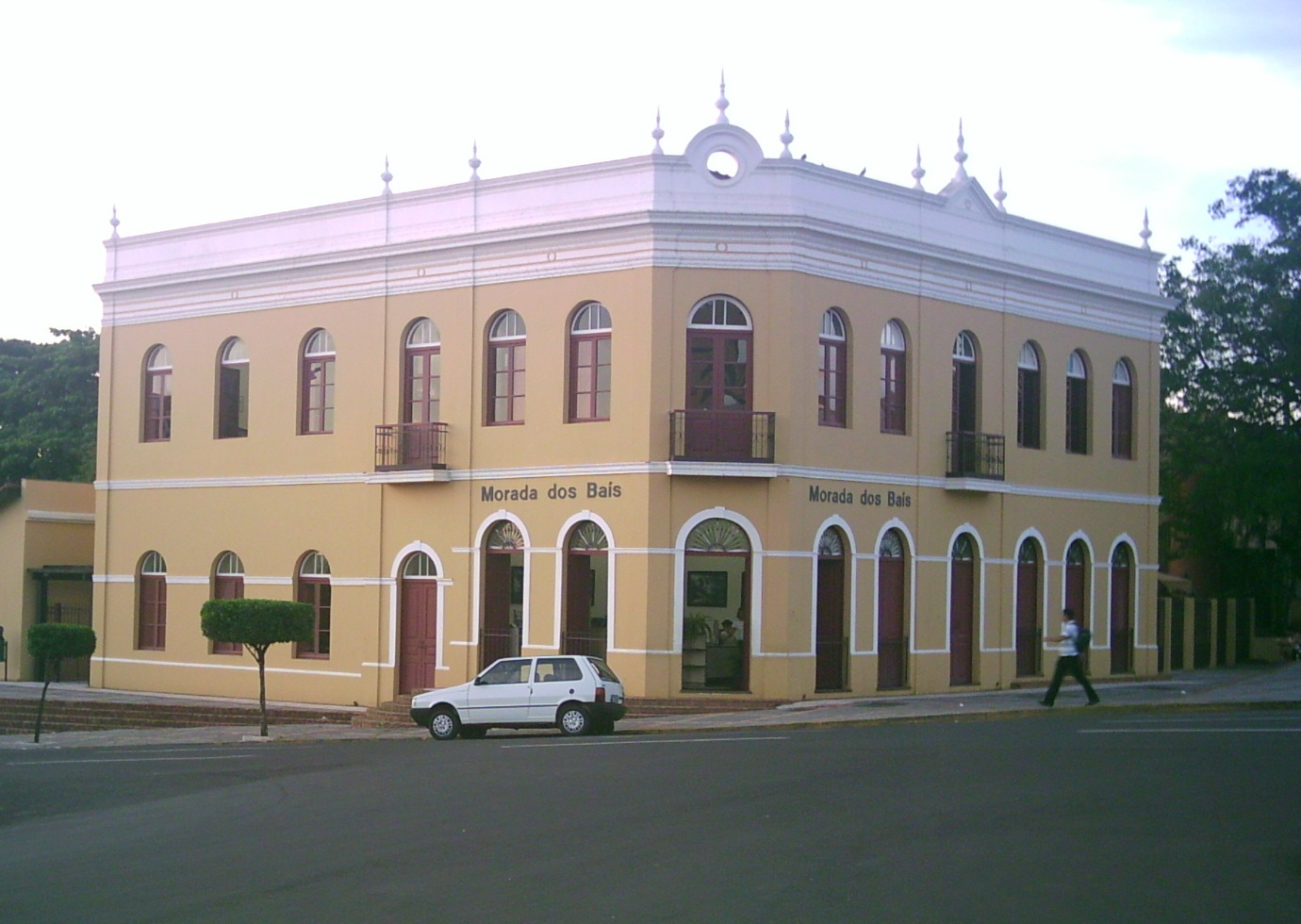
Fachada da Morada dos Baís, na Avenida Afonso Pena

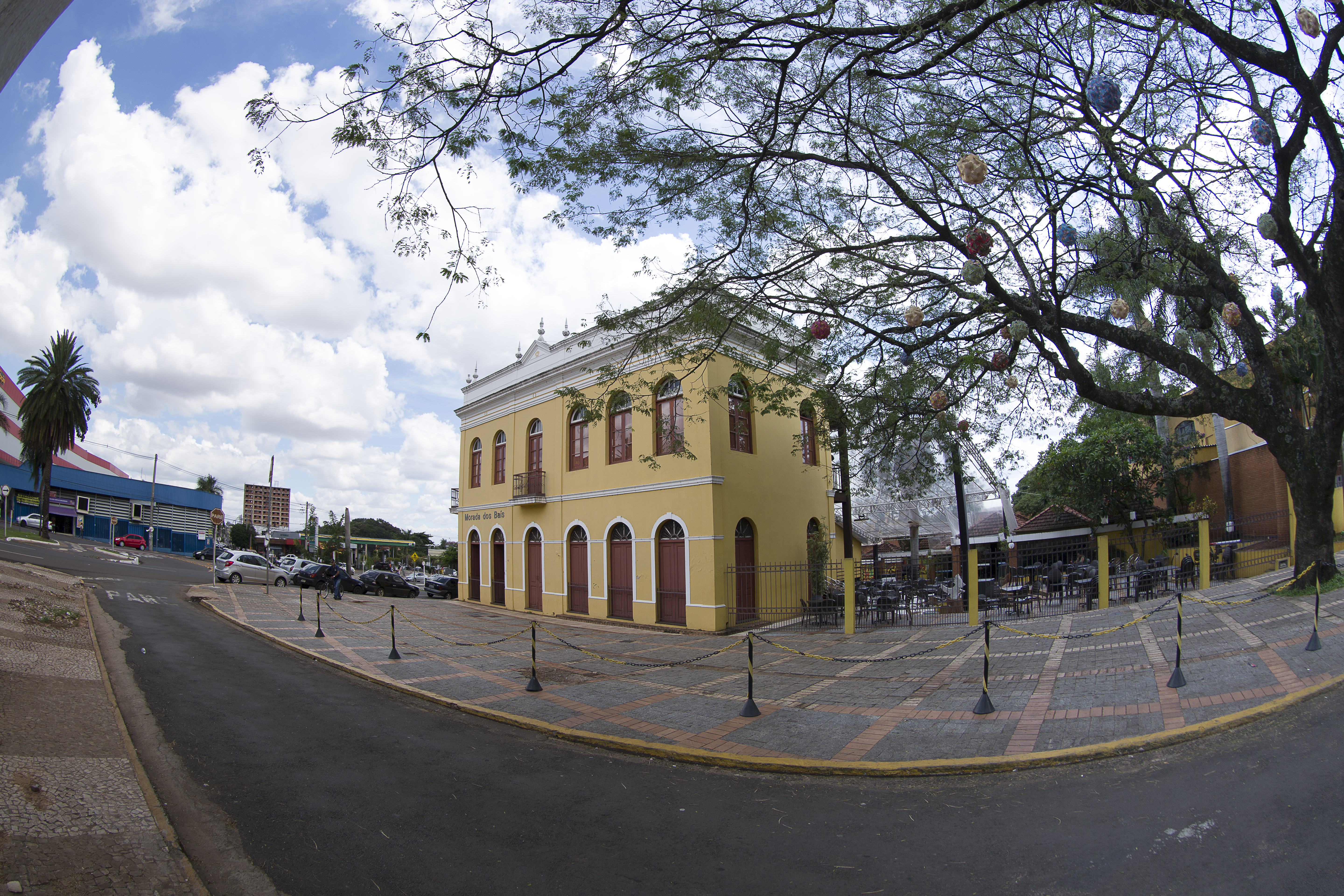
Lateral da Morada dos Baís

Em 1938, Bernardo Franco Baís falece, com 77 anos, quando sua família muda-se para outro local. O prédio é alugado a Nominando Pimentel (oriundo de Rio Brilhante), que instalou no local a Pensão Pimentel, que funcionou, com sucessivos proprietários, até 1979. 
Em 29 de junho de 1974, ocorre um grande incêndio no prédio, destruindo todo o madeiramento da cobertura, telhas de ardósia e pisos de madeira. Na reforma, pela impossibilidade de se conseguir as telhas originais, a cobertura foi feita com telhas de barro tipo francesa. 
Em 1979, a Pensão Pimentel deixa de existir, sendo o prédio destinado a diversos usos comerciais: sapataria, escola de rádio e TV, casa lotérica, alfaiataria, até entrar em período de abandono e depredação. 
Em 4 de julho de 1986, o prédio é tombado pelo Instituto do Patrimônio Histórico e Cultural de Campo Grande, através do Decreto n.º 5390, do Prefeito Juvêncio César da Fonseca. 
Em 1993, o SEBRAE/MS, através do Projeto Turismo Responsável, forma parceria com a Prefeitura Municipal de Campo Grande para revitalizar o prédio, após negociação e permuta do imóvel com os herdeiros da família Baís, passando seu domínio ao poder público municipal, através do Convênio de Cooperação n.º 13, de 14 de outubro de 1993, firmado com o Executivo Municipal. Coube ao SEBRAE/MS a concessão de uso do prédio, por cinco anos, para implantação do Centro de Informações Turísticas e Culturais, destinado, esse importante espaço, ao uso da comunidade. 
Em 26 de agosto de 1994, em comemoração ao aniversário da Capital, a Empresa de Correios e Telégrafos lança um carimbo alusivo à data contendo a figura da fachada do prédio. Esse carimbo foi utilizado durante vários meses em todas as agências do País e do Exterior. 
Em 17 de maio de 1995, através de trabalho conjunto do SEBRAE/MS e da Secretaria Municipal de Cultura e do Esporte (SEMC), é inaugurado o Centro de Informações Turísticas e Culturais.

## Dependências
- Administração
- Museu Lídia Baís: o museu reúne os objetos pessoais da Família Baís. Atualmente é um espaço onde ocorrem exposições temporárias e permanentes. No seu interior existe um quarto que pertenceu à artista plástica Lídia Baís, onde encontram-se algumas de suas obras em telas, painéis e objetos pessoais.
- Restaurante regional